# Juan Luis Martin Buisson
Juan Luis Martin Buisson PME (Trois-Rivières, 18 de abril de 1934) é prelado canadense da Igreja Católica Romana e vigário apostólico emérito de Pucallpa.

## Biografia
Juan Luis Martin Buisson entrou na comunidade religiosa da Sociedade para as Missões Estrangeiras da Província de Quebec e foi ordenado sacerdote em 1º de julho de 1957. O Papa João Paulo II o nomeou, em 18 de abril de 1986, vigário apostólico coadjutor de Pucallpa e bispo titular de Aque na Numídia.
O cardeal-arcebispo de Lima, Dom Frei Juan Landázuri Ricketts, OFM, o ordenou bispo em 17 de agosto do mesmo ano. Os co-consagrantes foram Dom Joseph Gustave Roland Prévost Godard, PME, vigário apostólico de Pucallpa, e Dom Louis Joseph Jean Marie Fortier, arcebispo de Sherbrooke.
Após a aposentadoria de Dom Joseph Godard, sucedeu-o em 23 de outubro de 1989 como vigário apostólico de Pucallpa. Em 8 de setembro de 2008, o Papa Bento XVI aceitou sua aposentadoria por idade.